# 二六新報
二六新報（にろくしんぽう）は、かつて日本で発行されていた日刊新聞。明治時代から昭和時代にかけて発行され、『日刊工業新聞』『日本経済新聞』『山陽新聞』の源流の一つとされるが、発禁や停刊を繰り返した末に近代日本の新聞業界でも有数の汚れたイメージのブランドとなってしまい、戦後の両紙は本紙を前身とは認めていない。

## 概要
明治中期から大正、昭和にかけて、東京で発行された大衆紙である。明治後期から大正前期にかけては『萬朝報』『やまと新聞』などの競合紙と激しい競争を繰り広げたが、昭和に入ると低迷し、1940年（昭和15年）、日中戦争に伴う戦時統制で強制的に廃刊となった。

## 歴史

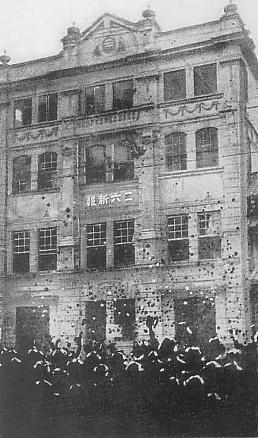
大正政変の頃には、政府よりの記事が多かったことから二六新報社本社が襲撃を受けた。

1893年（明治26年）、道頓堀角座オーナーだった秋山儀四郎の長男秋山定輔が中心となって創刊。東邦協会幹事長稲垣満次郎と、朝鮮公使大石正巳を顧問に迎えた。題号の『二六』は、24時間を意味する二六時中と、創刊年の明治26年を掛けたものである。
しかし早々に資金難に陥り、2年後の1895年（明治28年）、一旦休刊に追い込まれる。秋山は故郷の岡山県で『中国民報』（現・山陽新聞）を発行していた衆議院議員坂本金弥の支援を取り付け、1900年（明治33年）に復刊を果たす。
長期連載の形で企業や個人を攻撃する記事、時には明治政府を指弾する記事を掲載したことから、本紙はしばしば検閲に引っ掛かり発行禁止処分を受けた。その回数は後の大東亜戦争（太平洋戦争・第二次世界大戦）中の競合他紙とは比べ物にならないぐらいに多かった。このような編集姿勢からいわゆる「一流紙」扱いされることは少なく、本紙より1年早く創刊した競合紙の『萬朝報』（後の毎夕新聞）や、『やまと新聞』（現・東京スポーツ）と並んで代表的な「大衆紙」として扱われた。
1902年（明治35年）の第7回衆議院議員総選挙で、秋山は衆議院議員に当選する。しかし2年後の1904年（明治37年）、秋山は日露戦争開戦をめぐってロシア側のスパイとの疑惑をかけられ（露探事件）、衆議院本会議で辞職勧告決議を可決されてしまい辞職。二六新報も『東京二六新聞』と改題した。1909年（明治42年）、秋山が会社に復帰した際に『二六新報』に復題している。1911年（明治44年）、秋山は社主を引退した。
その後も新たな読者層の開拓を目指して、1914年（大正3年）『世界新聞』と改題するが、結局数年で元の『二六新報』へ復題した。

社長や編集者などには、当時の日本を代表する錚々たる知識人が並ぶが、社内での勢力争いや、部数の売り上げの低迷などが重なり、昭和時代に入ると時期に応じて編集方針に違いが目立ち始める。それでもなお発行は続けられたが、1940年（昭和15年）9月、内閣情報局が主導した新聞統制によって同じ東京に本社を置く日刊工業新聞社と合併させられ、廃刊となった。

その『日刊工業新聞』も2年後の1942年（昭和17年）に中外商業新報社（現・日本経済新聞社）と再度合併させられて『軍事工業新聞』となり、二六新報をはじめとする被合併紙の系譜は完全に失われた。1946年（昭和21年）、『日刊工業新聞』は『工業新聞』の題号で復活を果たすが、戦前に発禁を繰り返し地に堕ちていた二六のブランドを再び高めようという志のある新聞人は出てこなかった。現在の日刊工業新聞社、日本経済新聞社、山陽新聞社のいずれも、『二六新報』の系譜については一切引き継いでいないものとしている。

### 復刻版
創刊から『東京二六新聞』までの時期（1893年10月26日 - 1909年11月30日）については、復刻版が1992年 - 1994年に不二出版より刊行されている。

## 題号の変遷
- 『二六新報』 - 1893年10月26日 - 1904年4月14日（1895年7月 - 1900年1月は休刊） - 1903年3月16日掲載の戦時国債批判で起訴され、発行禁止必至と4月15日判断し、4月14日号で廃刊。
- 『東京二六新聞』 - 1904年4月15日 - 1909年11月30日
- 『二六新報』 - 1909年12月1日 - 1914年7月26日 - シーメンス事件批判のため発行禁止。
- 『二六新聞』 - 1914年7月26日 - 1914年10月31日
- 『世界新聞』 - 1914年11月20日 - 1918年2月11日
- 『二六新報』 - 1918年2月12日 - 1940年9月11日[2]

## 主な関係者
- 秋田清 - 1903年（明治36年）入社。1911年、秋山の引退に伴い第2代社長。翌年の総選挙で衆議院議員に初当選し以後当選10回、議長や閣僚を務め大物政治家となった。
- 秋山定輔 - 創業者。
- 猪野毛利栄 - 創刊と同時に入社。雑誌『日本浪人』『政治及経済界』を経営した後衆院当選6回。戦後、公職追放を経て福井放送初代社長。
- 伊原敏郎 - 筆名・青々園。創刊と同時に入社。1896年に都新聞に移籍、さらに月刊『歌舞伎』創刊に参加した。
- 岡鬼太郎 - 報知新聞から移籍。1907年（明治40年）明治座に移籍、歌舞伎や落語の作家として活躍。
- 岡村柿紅 - 1909年（明治42年）中央新聞より移籍。さらに読売新聞を経て市村座社長に就く。
- 小林清親 - 1900年復刊時に團團珍聞から移籍。挿絵を担当
- 鈴木力 - 筆名・天眼。創刊時に主筆を務めたが、1894年、東学党の乱の勃発に際し天佑侠に参加するため退社。帰国後、長崎市で東洋日の出新聞を創業した。
- 添田平吉 - 芸名・唖蝉坊。1900年復刊と同時に入社。退社後、演歌師としてまっくろけ節などのヒットを飛ばし、遠く1980年代の明石家さんまにまで影響を及ぼした。
- 中村修一 - 筆名・楽天。1900年復刊時に國民新聞から移籍。俳句会『二六吟社』を主宰した。
- 中村弼 - 1896年朝野新聞から移籍。隈板内閣で文部大臣を務めた尾崎咢堂の秘書官に就く。
- 室伏高信 - 1915年入社。直後に時事新報に移籍、さらに東京朝日新聞、改造社を経て独立。戦後、産経新聞で1面コラム『サンケイ抄』を執筆した。
- 安成貞雄 - 1909年頃入社。半年ほどで退社し、萬朝報→実業之世界→やまと新聞→中外社と渡り歩く。若山牧水を中央新聞に入社させた。
- 矢野晋也 - 1911年（明治44年）入社。社会部長、政治部長を経て秋田の後任で第3代社長。衆院当選2回。
- 吉田秀弥 - 1907年（明治40年）入社。1916年京成電気軌道へ転職、取締役総務部長、常務を経て京成電鉄第3代社長。新京成電鉄創業者。